# Sancarlosia tamaulipeca
Sancarlosia tamaulipeca är en stekelart som beskrevs av Trjapitzin och Svetlana N. Myartseva 2004. Sancarlosia tamaulipeca ingår i släktet Sancarlosia och familjen sköldlussteklar. Inga underarter finns listade i Catalogue of Life.